# Перевезенцев, Юлий Юльевич
Ю́лий Ю́льевич Перевезе́нцев (29 октября 1938, Москва — 11 июля 2024) — советский и российский художник, график, гравер и иллюстратор; член Союза художников СССР (с 1968 года) и Союза художников России, с 1992 года — академик Академии графического дизайна.

## Биография
Родился 29 октября 1938 года, жил и работал в Москве. В 1958 году окончил Московскую среднюю художественную школу, в 1962 году — Московское высшее художественно-промышленное училище (Строгановское). Работал в книжной иллюстрации, живописи и станковой графике (офорт, рисунок, литография, акварель). В 1958—1959 годах — художник-декоратор Большого театра. С 1976 по 1986 год — председатель Художественного совета Мастерской прикладной графики Комбината графических искусств Художественного фонда РСФСР.
Персональные выставки работ Юлия Перевезенцева проходили в Москве (1971, 1990, 1993, 1994, 1999), Свердловске (1987), Париже (1993 – две, 1994, 1996, 1999), в Женеве (1999) и в Новосибирске (2001). Произведения Перевезенцева представлены в постоянной экспозиции «Искусство XX века» Государственной Третьяковской галереи на Крымском валу, а также в Музее изобразительных искусств имени А. С. Пушкина, Русском музее, Екатеринбургском музее изобразительных искусств, Красноярском художественном музее имени В. И. Сурикова, Музее современного искусства в Будапеште, Киевском музее русского искусства, в других музеях и частных собраниях России и других стран.
Скончался 11 июля 2024 года в возрасте 85 лет.

## Выставки
- 2015 — «Офорты семидесятых годов», галерея Открытый клуб, Москва

## Профессиональные награды
- 1971 — Золотая медаль на Международной выставке-конкурсе искусства книги (IBA[нем.]) в Лейпциге;
- 1980 — Диплом жюри на Международной биеннале печатной графики в Таллине (1980);
- 1999 — Медаль Международного Пушкинского общества в Нью-Йорке;